# Bosansko Grahovo
Bosansko Grahovo (serbiska: Босанско Грахово) är en ort i Bosnien och Hercegovina.   Den ligger i entiteten Federationen Bosnien och Hercegovina, i den västra delen av landet, 160 km väster om huvudstaden Sarajevo. Antalet invånare är 5 643.